# Бирзниекс, Алфредс
Алфредс Бирзниекс (латыш. Alfrēds Birznieks; 13 февраля 1889, Лифляндская губерния, Российская империя — 28 апреля 1942, Усольлаг, Соликамск, Молотовская область, СССР) — латвийский политик, государственный и общественный деятель, министр внутренних дел Латвии (1919 и 1923—1924), юрист, адвокат

## Биография
Родился на хуторе в крестьянской семье. В 1912 году окончил юридический факультет Московского университета.
Работал присяжным поверенным в Митаве. В начале Первой мировой войны А. Бирзниекс работал в Астрахани. В 1916 году переехал в Ригу, где работал в Балтийском латвийском комитете помощи беженцам.
С 1918 года был членом Радикально-демократической партии Латвии, а с 1922 по 1924 год — членом партии «Демократический центр».
После провозглашения независимости Латвии 18 ноября 1918 года вошёл в состава правительства и исполнял обязанности министра внутренних дел Латвийской Республики (5 сентября — 8 декабря 1919).
Позже, занимал пост министра внутренних дел Латвии с 23 июня 1923 по 5 мая 1924 года.
В 1922 году участвовал в выборах 1-го Сейма (парламента) Латвии по списку «Демократического центра». Первоначально не был избран, но позже в ноябре 1924 года всё же стал депутатом парламента.
Был членом генерального совета Латвийского Красного Креста, председателем правления Даугавского страхового акционерного общества, юрисконсультом и членом правления Лиепайского банка и др.
После присоединения Прибалтики к СССР репрессирован, в 1941 году арестован и депортирован за пределы Латвии. Находился в заключении в ГУЛАГе. 19 апреля 1942 г. по обвинению в «членстве в контрреволюционной партии» приговорён к смертной казни. Умер до наступления приговора в Усольлаге, Молотовская область, СССР.